# Kohei Nakashima
Kohei Nakashima (født 7. december 1989) er en japansk fodboldspiller.
Han har spillet for flere forskellige klubber i sin karriere, herunder FC Gifu og FC Machida Zelvia.